# Ервайн фон Тун унд Гогенштайн
Граф Ервайн Зігмунд фон Тун унд Гогенштайн (нім. Erwein Sigmund Graf von Thun und Hohenstein; 4 квітня 1896, Відень — 12 лютого 1946, Шопрон) — австро-угорський і німецький офіцер, оберлейтенант австро-угорської армії, майор резерву вермахту. Кавалер Німецького хреста в золоті. 

## Біографія
Представник давнього австрійського роду, відомого з XII століття. Син графа Флеікса Леопольда фон Тун унд Гогенштайн (1859–1941). Після закінчення кадетського училища в Меріш-Вайсскірхені в 1914 році вступив добровольцем в 2-й уланський полк. Учасник Першої світової війни і Каппського заколоту, після чого в 1920 році переїхав в Аргентину і став фермером.
В 1939 році переїхав в Німеччину. Наступного року прийнятий в абвер завдяки лінгвістичним талантам (володів багатьма мовами, включаючи словацьку, чеську, польську, англійську і, майже досконало, російську) і призначений у 800-й навчальний полк особливого призначення, який займався диверсіями в тилу і боротьбою з партизанами. В кінці 1940 року брав участь у підготовці плану «Фелікс», проте той був скасований. Після початку Німецько-радянської війни в середині 1941 року отримав наказ вербувати добровольців з радянських військовополонених. Тун сформував з них ударні та диверсійні загони. Потім призначений командиром роти легіону «Нахтіґаль». З вересня 1942 року — командир 207-го танкового підрозділу 203-го розвідувального командування, який займався диверсіями в тилу радянських військ. Потім до 25 липня 1943 року командував 204-м підрозділом абверу. В 1943 році очолив відділ абверу в Римі. Після переходу Італію на бік союзників влітку 1944 року переведений в Мілан. В листопаді 1944 року сформував 218-ту групу абверу «Едельвейс», яка займалась боротьбою з партизанами і шпигунами в Словаччині. Тун використовував псевдонім «Бенеш» через свою зовнішню схожість з Едвардом Бенешем. В травні 1945 року взятий в полон радянськими військами. 18 січня 1946 року засуджений радянським військовим трибуналом до розстрілу. Вбитий пострілом в потилицю.

## Нагороди
- Медаль «За хоробрість» (Австро-Угорщина) з мечами
- Хрест «За військові заслуги» (Австро-Угорщина) 3-го класу з військовою відзнакою і мечами
- Медаль «За військові заслуги» (Австро-Угорщина) з мечами
- Орден Залізної Корони 3-го класу з військовою відзнакою і мечами
- Військовий хрест Карла
- Почесний хрест ветерана війни з мечами
- Залізний хрест 2-го і 1-го класу
- Штурмовий піхотний знак в сріблі
- Відзнака для східних народів 2-го і 1-го класу в сріблі
- Савойський військовий орден, великий офіцерський хрест (Королівство Італія)
- Нагрудний знак «За поранення» в сріблі (1943)
- Німецький хрест в золоті (15 вересня 1943)
- Почесна застібка на орденську стрічку для Сухопутних військ (1945)